# (4605) Nikitin
(4605) Nikitin es un asteroide perteneciente al cinturón de asteroides, descubierto el 18 de septiembre de 1987 por la astrónoma soviética Liudmila Chernyj desde el Observatorio Astrofísico de Crimea.

## Designación y nombre
Designado provisionalmente como  1987 SV17. Fue nombrado Nikitin en honor al explorador y escritor ruso Afanasi Nikitin.